# Medaglie dei campionati mondiali di nuoto - Nuoto artistico
In questa pagina sono elencate tutte le medaglie del nuoto artistico ai campionati mondiali di nuoto, a partire dai mondiali di Belgrado 1973. 

## Discipline

### Solo
| Edizione           | Oro                                | Argento                        | Bronzo                         |
| ------------------ | ---------------------------------- | ------------------------------ | ------------------------------ |
| Belgrado 1973      | Teresa Andersen ( Stati Uniti)     | Jojo Carrier ( Canada)         | Junko Hasumi ( Giappone)       |
| Cali 1975          | Gail Buzonas ( Stati Uniti)        | Sylvie Fortier ( Canada)       | Yasuko Unezaki ( Giappone)     |
| Berlino Ovest 1978 | Helen Vanderburg ( Canada)         | Pam Tryon ( Stati Uniti)       | Yasuko Unezaki ( Giappone)     |
| Guayaquil 1982     | Tracie Ruiz ( Stati Uniti)         | Kelly Kryczka ( Canada)        | Miwako Motoyoshi ( Giappone)   |
| Madrid 1986        | Carolyn Waldo ( Canada)            | Sarah Josephson ( Stati Uniti) | Muriel Hermine ( Francia)      |
| Perth 1991         | Sylvie Fréchette ( Canada)         | Kristen Babb ( Stati Uniti)    | Mikako Kotani ( Giappone)      |
| Roma 1994          | Becky Dyroen-Lancer ( Stati Uniti) | Fumiko Okuno ( Giappone)       | Lisa Alexander ( Canada)       |
| Perth 1998         | Olga Sedakova ( Russia)            | Virginie Dedieu ( Francia)     | Miya Tachibana ( Giappone)     |
| Fukuoka 2001       | Ol'ga Brusnikina ( Russia)         | Virginie Dedieu ( Francia)     | Miya Tachibana ( Giappone)     |
| Barcellona 2003    | Virginie Dedieu ( Francia)         | Anastasia Ermakova ( Russia)   | Gemma Mengual ( Spagna)        |
| Montreal 2005      | Virginie Dedieu ( Francia)         | Natal'ja Iščenko ( Russia)     | Gemma Mengual ( Spagna)        |
| Melbourne 2007     | Virginie Dedieu ( Francia)         | Natalia Ishchenko ( Russia)    | Gemma Mengual ( Spagna)        |
| Roma 2009          | Natal'ja Iščenko ( Russia)         | Gemma Mengual ( Spagna)        | Beatrice Adelizzi ( Italia)    |
| Shanghai 2011      | Natal'ja Iščenko ( Russia)         | Andrea Fuentes ( Spagna)       | Sun Wenyan ( Cina)             |
| Barcellona 2013    | Svetlana Romašina ( Russia)        | Huang Xuechen ( Cina)          | Ona Carbonell ( Spagna)        |
| Kazan' 2015        | Natal'ja Iščenko ( Russia)         | Huang Xuechen ( Cina)          | Ona Carbonell ( Spagna)        |
| Budapest 2017      | Svetlana Kolesničenko ( Russia)    | Ona Carbonell ( Spagna)        | Anna Vološyna ( Ucraina)       |
| Gwangju 2019       | Svetlana Romašina ( Russia)        | Ona Carbonell ( Spagna)        | Yukiko Inui ( Giappone)        |
| Budapest 2022      | Yukiko Inui ( Giappone)            | Marta Fjedina ( Ucraina)       | Evangelia Platanioti ( Grecia) |

- Atleta più premiato: Virginie Dedieu ( Francia) e Natal'ja Iščenko ( Russia)
- Nazione più premiata:  Russia (8 , 3 , 0 )

### Solo (technical routine)
| Edizione        | Oro                             | Argento                  | Bronzo                               |
| --------------- | ------------------------------- | ------------------------ | ------------------------------------ |
| Melbourne 2007  | Natal'ja Iščenko ( Russia)      | Gemma Mengual ( Spagna)  | Saho Harada ( Giappone)              |
| Roma 2009       | Natal'ja Iščenko ( Russia)      | Gemma Mengual ( Spagna)  | Marie Pier Boudreau-Gagnon ( Canada) |
| Shanghai 2011   | Natal'ja Iščenko ( Russia)      | Huang Xuechen ( Cina)    | Andrea Fuentes ( Spagna)             |
| Barcellona 2013 | Svetlana Romašina ( Russia)     | Huang Xuechen ( Cina)    | Ona Carbonell ( Spagna)              |
| Kazan' 2015     | Svetlana Romašina ( Russia)     | Ona Carbonell ( Spagna)  | Sun Wenyan ( Cina)                   |
| Budapest 2017   | Svetlana Kolesničenko ( Russia) | Ona Carbonell ( Spagna)  | Anna Vološyna ( Ucraina)             |
| Gwangju 2019    | Svetlana Kolesničenko ( Russia) | Ona Carbonell ( Spagna)  | Yukiko Inui ( Giappone)              |
| Budapest 2022   | Yukiko Inui ( Giappone)         | Marta Fjedina ( Ucraina) | Evangelia Platanioti ( Grecia)       |

- Atleta più premiato: Natal'ja Iščenko ( Russia)
- Nazione più premiata:  Russia (7 , 0 , 0  )

### Duo
| Edizione           | Oro                                                   | Argento                                            | Bronzo                                                    |
| ------------------ | ----------------------------------------------------- | -------------------------------------------------- | --------------------------------------------------------- |
| Belgrado 1973      | Teresa Andersen e Gail Johnson ( Stati Uniti)         | Jojo Carrier e Madeleine Ramsay ( Canada)          | Masako Fujiwara e Yasuko Fujiwara ( Giappone)             |
| Cali 1975          | Robin Curren e Amanda Norrish ( Stati Uniti)          | Carol Stewart e Laura Wilkin ( Canada)             | Masako Fujiwara e Yasuko Fujiwara ( Giappone)             |
| Berlino Ovest 1978 | Helen Vanderburg e Michelle Calkins ( Canada)         | Masako Fujiwara e Yasuko Fujiwara ( Stati Uniti)   | Michele Barone e Pam Tryon ( Stati Uniti)                 |
| Guayaquil 1982     | Sharon Hambrook e Kelly Kryczka ( Canada)             | Candy Costie e Tracie Ruiz ( Stati Uniti)          | Ikuko Abe e Masako Fujiwara ( Giappone)                   |
| Madrid 1986        | Carolyn Waldo e Michelle Cameron ( Canada)            | Sarah Josephson e Karen Josephson ( Stati Uniti)   | Megumi Ito e Mikako Kotani ( Giappone)                    |
| Perth 1991         | Sarah Josephson e Karen Josephson ( Stati Uniti)      | Mikako Kotani e Aki Takayama ( Giappone)           | Kathy Glen e Lisa Alexander ( Canada)                     |
| Roma 1994          | Becky Dyroen-Lancer e Jill Suduth ( Stati Uniti)      | Fumiko Okuno e Miya Tachibana ( Giappone)          | Lisa Alexander e Erin Woodley ( Canada)                   |
| Perth 1998         | Olga Sedakova e Ol'ga Brusnikina ( Russia)            | Miya Tachibana e Miho Takeda ( Giappone)           | Virginie Dedieu e Myriam Lignot ( Francia)                |
| Fukuoka 2001       | Miya Tachibana e Miho Takeda ( Giappone)              | Anastasija Davydova e Anastasia Ermakova ( Russia) | Claire Carver-Dias e Fanny Letourneau ( Canada)           |
| Barcellona 2003    | Anastasija Davydova e Anastasia Ermakova ( Russia)    | Miya Tachibana e Miho Takeda ( Giappone)           | Gemma Mengual e Paola Tirados ( Spagna)                   |
| Montreal 2005      | Anastasija Davydova e Anastasia Ermakova ( Russia)    | Gemma Mengual e Paola Tirados ( Spagna)            | Saho Harada e Emiko Suzuki ( Giappone)                    |
| Melbourne 2007     | Anastasija Davydova e Anastasia Ermakova ( Russia)    | Gemma Mengual e Paola Tirados ( Spagna)            | Ayako Matsumura e Emiko Suzuki ( Giappone)                |
| Roma 2009          | Natal'ja Iščenko e Svetlana Romašina ( Russia)        | Gemma Mengual e Andrea Fuentes ( Spagna)           | Jiang Tingting e Jiang Wenwen ( Cina)                     |
| Shanghai 2011      | Natal'ja Iščenko e Svetlana Romašina ( Russia)        | Jiang Tingting e Jiang Wenwen ( Cina)              | Ona Carbonell e Andrea Fuentes ( Spagna)                  |
| Barcellona 2013    | Svetlana Kolesnichenko e Svetlana Romašina ( Russia)  | Jiang Tingting e Jiang Wenwen ( Cina)              | Ona Carbonell e Margalida Crespí ( Spagna)                |
| Kazan' 2015        | Natal'ja Iščenko e Svetlana Romašina ( Russia)        | Huang Xuechen e Sun Wenyan ( Cina)                 | Lolita Ananasova e Anna Vološyna ( Ucraina)               |
| Budapest 2017      | Svetlana Kolesničenko e Aleksandra Packevič ( Russia) | Jiang Tingting e Jiang Wenwen ( Cina)              | Anna Vološyna e Yelyzaveta Yakhno ( Ucraina)              |
| Gwangju 2019       | Svetlana Kolesničenko e Svetlana Romašina ( Russia)   | Huang Xuechen e Sun Wenyan ( Cina)                 | Marta Fjedina e Anastasija Savčuk ( Ucraina)              |
| Budapest 2022      | Wang Liuyi e Wang Qianyi ( Cina)                      | Maryna Aleksiïva e Vladyslava Aleksiïva ( Ucraina) | Anna-Maria Alexandri e Eirini-Marina Alexandri ( Austria) |

- Atleta più premiata: Svetlana Romašina ( Russia)
- Nazione più premiata:  Russia (10 , 1 , 0 )

### Duo (technical routine)
| Edizione        | Oro                                                   | Argento                                            | Bronzo                                                    |
| --------------- | ----------------------------------------------------- | -------------------------------------------------- | --------------------------------------------------------- |
| Melbourne 2007  | Anastasija Davydova e Anastasia Ermakova ( Russia)    | Gemma Mengual e Paola Tirados ( Spagna)            | Saho Harada e Emiko Suzuki ( Giappone)                    |
| Roma 2009       | Anastasija Davydova e Svetlana Romašina ( Russia)     | Gemma Mengual e Andrea Fuentes ( Spagna)           | Jiang Tingting e Jiang Wenwen ( Cina)                     |
| Shanghai 2011   | Natalia Ishchenko e Svetlana Romašina ( Russia)       | Huang Xuechen e Liu Ou ( Cina)                     | Ona Carbonell e Andrea Fuentes ( Spagna)                  |
| Barcellona 2013 | Svetlana Kolesničenko e Svetlana Romašina ( Russia)   | Jiang Tingting e Jiang Wenwen ( Cina)              | Ona Carbonell e Margalida Crespí ( Spagna)                |
| Kazan' 2015     | Natal'ja Iščenko e Svetlana Romašina ( Russia)        | Huang Xuechen e Sun Wenyan ( Cina)                 | Yukiko Inui e Risako Mitsui ( Giappone)                   |
| Budapest 2017   | Svetlana Kolesničenko e Aleksandra Packevič ( Russia) | Jiang Tingting e Jiang Wenwen ( Cina)              | Anna Vološyna e Yelyzaveta Yakhno ( Ucraina)              |
| Gwangju 2019    | Svetlana Kolesničenko e Svetlana Romašina ( Russia)   | Huang Xuechen e Sun Wenyan ( Cina)                 | Marta Fjedina e Anastasija Savčuk ( Ucraina)              |
| Budapest 2022   | Wang Liuyi e Wang Qianyi ( Cina)                      | Maryna Aleksiïva e Vladyslava Aleksiïva ( Ucraina) | Anna-Maria Alexandri e Eirini-Marina Alexandri ( Austria) |

- Atleta più premiata: Svetlana Romašina ( Russia)
- Nazione più premiata:  Russia (8 , 0 , 0 )

### Duo misto
| Edizione      | Oro                                                | Argento                                           | Bronzo                                            |
| ------------- | -------------------------------------------------- | ------------------------------------------------- | ------------------------------------------------- |
| Kazan' 2015   | Aleksandr Mal'cev e Darina Valitova ( Russia)      | Bill May e Kristina Lum ( Stati Uniti)            | Giorgio Minisini e Mariangela Perrupato ( Italia) |
| Budapest 2017 | Aleksandr Mal'cev e Michaėla Kalanča ( Russia)     | Giorgio Minisini e Mariangela Perrupato ( Italia) | Bill May e Kanako Spendlove ( Stati Uniti)        |
| Gwangju 2019  | Aleksandr Mal'cev e Majja Gurbanberdieva ( Russia) | Giorgio Minisini e Manila Flamini ( Italia)       | Abe Atsushi e Yumi Adachi ( Giappone)             |
| Budapest 2022 | Lucrezia Ruggiero e Giorgio Minisini ( Italia)     | Tomoka Sato e Yotaro Sato ( Giappone)             | Yiyao Zhang e Haoyu Shi ( Cina)                   |

- Atleta più premiato: Aleksandr Mal'cev ( Russia)
- Nazione più premiata:  Russia (3 , 0 , 0  )

### Duo misto (technical routine)
| Edizione      | Oro                                                | Argento                                        | Bronzo                                      |
| ------------- | -------------------------------------------------- | ---------------------------------------------- | ------------------------------------------- |
| Kazan' 2015   | Bill May e Christina Jones ( Stati Uniti)          | Aleksandr Mal'cev e Darina Valitova ( Russia)  | Giorgio Minisini e Manila Flamini ( Italia) |
| Budapest 2017 | Giorgio Minisini e Manila Flamini ( Italia)        | Aleksandr Mal'cev e Michaėla Kalanča ( Russia) | Bill May e Kanako Spendlove ( Stati Uniti)  |
| Gwangju 2019  | Aleksandr Mal'cev e Majja Gurbanberdieva ( Russia) | Giorgio Minisini e Manila Flamini ( Italia)    | Abe Atsushi e Yumi Adachi ( Giappone)       |
| Budapest 2022 | Lucrezia Ruggiero e Giorgio Minisini ( Italia)     | Tomoka Sato e Yotaro Sato ( Giappone)          | Yiyao Zhang e Haoyu Shi ( Cina)             |

- Atleta più premiato: Giorgio Minisini ( Italia)
- Nazione più premiata:  Italia (2 , 1 , 1  )

### A squadre (libero)
| Edizione        | Oro         | Argento     | Bronzo      |
| --------------- | ----------- | ----------- | ----------- |
| Belgrado 1973   | Stati Uniti | Canada      | Giappone    |
| Cali 1975       | Stati Uniti | Canada      | Giappone    |
| Berlino 1978    | Stati Uniti | Giappone    | Canada      |
| Guayaquil 1982  | Canada      | Stati Uniti | Giappone    |
| Madrid 1986     | Canada      | Stati Uniti | Giappone    |
| Perth 1991      | Stati Uniti | Canada      | Giappone    |
| Roma 1994       | Stati Uniti | Canada      | Giappone    |
| Perth 1998      | Russia      | Giappone    | Stati Uniti |
| Fukuoka 2001    | Russia      | Giappone    | Canada      |
| Barcellona 2003 | Russia      | Giappone    | Stati Uniti |
| Montreal 2005   | Russia      | Giappone    | Spagna      |
| Melbourne 2007  | Russia      | Giappone    | Spagna      |
| Roma 2009       | Russia      | Spagna      | Cina        |
| Shanghai 2011   | Russia      | Cina        | Spagna      |
| Barcellona 2013 | Russia      | Spagna      | Ucraina     |
| Kazan' 2015     | Russia      | Cina        | Giappone    |
| Budapest 2017   | Russia      | Cina        | Ucraina     |
| Gwangju 2019    | Russia      | Cina        | Ucraina     |
| Budapest 2022   | Cina        | Ucraina     | Giappone    |

- Nazione più premiata:  Russia

### A squadre (Free Routine Combination)
| Edizione        | Oro     | Argento  | Bronzo      |
| --------------- | ------- | -------- | ----------- |
| Melbourne 2007  | Russia  | Giappone | Stati Uniti |
| Roma 2009       | Spagna  | Cina     | Canada      |
| Shanghai 2011   | Russia  | Cina     | Canada      |
| Barcellona 2013 | Russia  | Spagna   | Ucraina     |
| Kazan' 2015     | Russia  | Cina     | Giappone    |
| Budapest 2017   | Cina    | Ucraina  | Giappone    |
| Gwangju 2019    | Russia  | Cina     | Ucraina     |
| Budapest 2022   | Ucraina | Giappone | Italia      |

- Nazione più premiata:  Russia

### A squadre (technical routine)
| Edizione        | Oro    | Argento  | Bronzo   |
| --------------- | ------ | -------- | -------- |
| Melbourne 2007  | Russia | Giappone | Spagna   |
| Roma 2009       | Russia | Spagna   | Cina     |
| Shanghai 2011   | Russia | Cina     | Spagna   |
| Barcellona 2013 | Russia | Spagna   | Ucraina  |
| Kazan' 2015     | Russia | Cina     | Giappone |
| Budapest 2017   | Russia | Cina     | Giappone |
| Gwangju 2019    | Russia | Cina     | Ucraina  |
| Budapest 2022   | Cina   | Giappone | Italia   |

- Nazione più premiata:  Russia

### Highlight
| Edizione      | Oro     | Argento | Bronzo |
| ------------- | ------- | ------- | ------ |
| Gwangju 2019  | Ucraina | Italia  | Spagna |
| Budapest 2022 | Ucraina | Italia  | Spagna |

- Nazione più premiata:  Ucraina

## Medagliere
(Aggiornato all'edizione di Budapest 2022)
| Posizione | Paese       | Oro | Argento | Bronzo | Totale |
| --------- | ----------- | --- | ------- | ------ | ------ |
| 1         | Russia      | 59  | 6       | 0      | 65     |
| 2         | Stati Uniti | 14  | 9       | 6      | 29     |
| 3         | Canada      | 8   | 9       | 9      | 26     |
| 4         | Cina        | 5   | 26      | 8      | 39     |
| 5         | Giappone    | 3   | 17      | 32     | 52     |
| 6         | Ucraina     | 3   | 6       | 14     | 23     |
| 7         | Italia      | 3   | 5       | 5      | 13     |
| 8         | Francia     | 3   | 2       | 2      | 7      |
| 9         | Spagna      | 1   | 19      | 19     | 37     |
| 10        | Austria     | 0   | 0       | 2      | 2      |
| 10        | Grecia      | 0   | 0       | 2      | 2      |
| Totale    | Totale      | 99  | 99      | 99     | 297    |